# 塞克斯魯日山
46°19′54.95″N 7°22′36.23″E / 46.3319306°N 7.3767306°E
塞克斯魯日山（Sex Rouge），是瑞士的山峰，位於該國西南部，由瓦萊州負責管轄，屬於伯爾尼山的一部分，距離維爾德峰1.6公里，海拔高度2,893米，每年平均降雨量1,395毫米。